# Ría de Huelva
La ría de Huelva es un estuario que se encuentra al sur de la provincia de Huelva. Se extiende entre las localidades de Huelva, Punta Umbría y Palos de la Frontera (provincia de Huelva, Andalucía, España), formado por la confluencia de los ríos Odiel y Tinto y recibe los aportes diarios del océano Atlántico.

## Entorno
A sus orillas se encuentran la ciudad de Huelva, el Monasterio de La Rábida de Palos de la Frontera, Punta Umbría, el Puerto de Huelva y el Polo Químico de Huelva.
Dentro del medio natural son importantes las pequeñas islas de Enmedio, Saltés, del Burro, Bacuta, de la Liebre (catalogadas por la Junta de Andalucía como Reservas integrales) que conforman el Paraje Natural de Marismas del Odiel y los distintos esteros de la zona. 
Por su delicada situación debida al fuerte impacto ambiental de las empresas del Polo Químico de Promoción y Desarrollo, diferentes agrupaciones piden el desmantelamiento de estas empresas y la recuperación de la ría, como es el caso de la Mesa de la Ría.

## Arqueología
De importancia arqueológica fue el hallazgo a principios de los años 1920 en sus aguas del denominado "Depósito de la ría de Huelva" fechado en el 1000 a. C., con diferentes objetos datados en la edad de bronce o en los años 1970 de figurillas representado a las divinidades sirias Reshef y Anath.